# أندريه هورتا
أندريه هورتا (بالإسبانية: André Horta) هو لاعب كرة قدم مكسيكي، ولد في 7 نوفمبر 1996 في ألمادا في البرتغال. شارك مع منتخب البرتغال تحت 18 سنة لكرة القدم ومنتخب البرتغال تحت 19 سنة لكرة القدم. أما مع النوادي، فقد لعب مع سبورتينغ براغا ونادي فيتوريا سيتوبال ونادي لوس أنجلوس.

## وصلات خارجية
- أندريه هورتا على موقع الاتحاد الأوربي (الإنجليزية)
- أندريه هورتا على موقع الدوري الأمريكي (الإنجليزية)
- أندريه هورتا على موقع قاعدة بيانات كرة القدم.إي يو (الإنجليزية)
- أندريه هورتا على موقع Soccerway.com (الإنجليزية)
- أندريه هورتا على موقع AS.com (الإسبانية)